# Nipeodden
Der Nipeodden (norwegisch für Hervorspringende Spitze; japanisch 人さし指尾根 Hitosasiyubi-one, deutsch ‚Zeigefingergrat‘) ist ein Gebirgskamm im ostantarktischen Königin-Maud-Land. Im Lunckeryggen der Sør Rondane ist er der zweitöstlichste der fünf Gebirgskämme, die sich von den Brattnipane in nördlicher Richtung erstrecken.
Japanische Wissenschaftler, die ihn auch benannten, kartierten ihn anhand von Vermessungen, die zwischen 1984 und 1991 durchgeführt wurden, sowie Luftaufnahmen aus den Jahren von 1981 bis 1982  und 1986. Wissenschaftler des Norwegischen Polarinstituts benannten 1989 deskriptiv.